# Georges Bibescu

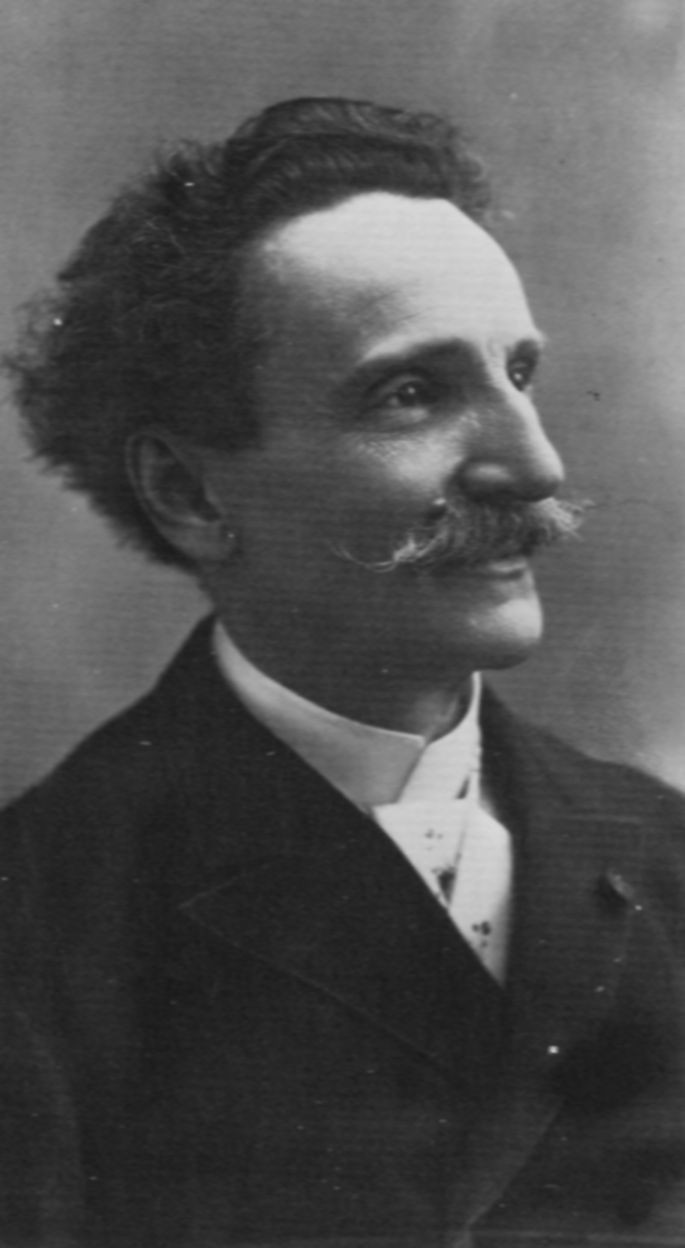
George Bibescu

Georges Bibescu (n. 14 martie 1834, București, Țara Românească – d. 1 mai 1902, Constantinopol, Imperiul Otoman) a fost un ofițer și prinț român, fiul fostului domnitor al Țării Românești, Gheorghe Bibescu (1843 –1848).

## Date biografice
Georges Bibescu a urmat liceul în Franța, după care a fost înscris la Școala militară de la Saint Cyr și a devenit ofițer în armata franceză. 
A participat la campania franceză din Mexic, la Cumbres, bătălia de la Pueblo și șarja de la Teocaltice, iar isprăvile sale le povestește într-o carte despre Mexic, cât și în volumul “Retragerea celor 5.000”, ambele scrise în limba franceză. Ulterior a participat la războiul din Algeria, pentru ca, în 1870, datorită lui Napoleon al III-lea de a declara război Germaniei, ajunge pe frontul de la Sedan, unde armata franceză e sfărâmată. Cade mai târziu în prizonierat la Koblenz, unde obține chiar eliberarea unor camarazi.
Pentru activitatea sa militară, Georges Bibescu a fost decorai cu Legiunea de onoare, întâi cu gradul de cavaler, apoi cu cel de ofițer. Între 1899 și 1901 a fost membru în Comitetul Olimpic Internațional.
După eliberare, s-a întors în România, unde, între alte funcții, a fost și Comisarul General al Pavilionului României în cadrul Expoziției Universale de la Paris, în 1889.
Este înmormântat la castelul Mogoșoaia.

## Legături externe
- en Georges Bibescu la Olympedia.org